# イ号一型乙無線誘導弾
イ号一型乙無線誘導弾（イごういちがたおつ むせんゆうどうだん）は、大日本帝国陸軍が開発、試作した誘導弾である。

## 歴史
誘導弾の研究は1930年代から行われており、日本においても小規模な研究が進められていた。第二次世界大戦の戦況の悪化から、誘導弾の実現に向け研究が促進された。
1944年5月下旬、陸軍飛行第5戦隊長高田勝重少佐らの敵艦船への特攻を受け、第一陸軍航空技術研究所の大森丈夫航技少佐と第二陸軍航空技術研究所の小笠満治少佐が100％戦死する体当たり攻撃は技術者の怠慢を意味する不名誉なこととし、親子飛行機構想を提案したことでイ号の計画が進められた。
誘導弾の開発計画は陸軍を中心とし、まず800 kg爆弾と300 kg爆弾を搭載するための二種類の誘導弾を実用化することが決定された。この二種類の誘導弾はそれぞれイ号一型甲無線誘導弾、イ号一型乙無線誘導弾と呼称された。開発と試作は甲が三菱、乙が川崎の担当である。本誘導弾にはキ148の試作番号が与えられた。開発の指示は1944年7月に行われ、エンジンを三菱が担当し、機体を川崎が担当した。
1944年9月5日、陸海民の科学技術の一体化を図るため、陸海技術運用委員会が設置され、研究の一つにイ号も含まれていた。
試作一号機は1944年10月に完成し、滑空、動力飛行試験のための機体が30機製造された。1944年11月から1945年5月まで、水戸市郊外の阿字ヶ浦海岸、および神奈川県の真鶴海岸で投下試験が行われた。
研究班は川崎製のずんぐりとした見た目のイ号一型乙が動物の豚に似ていることから「飛行豚」と愛称を付けた。橙色に塗装された飛行豚は親機から離れると白い煙を出しながら勢い良く飛行し親機を引き離していった。
1945年2月、伊東上空で発射したイ号一型乙が、無線機の故障によって針路を変え、熱海の温泉「玉の井旅館」に墜落の上、女中1人が死亡、浴客1人が負傷、旅館も全焼という大被害を発生させた。この事件は真相が伝わることを憲兵が厳重に取り締まったため噂はあまり広まらなかった。しかし、熱海の旅館へ出入りしていた海軍関係者にはその日に何が起きたか間もなく知られ、女風呂に直撃した、とされることから「陸式（陸軍）のやつは爆弾までがエロにできている」と海軍仲間で悪口を言い
、「エロ爆弾」の綽名が付けられた。
事故を鑑みて研究班は八日市飛行場へ移動し琵琶湖上の無人島を攻撃目標に訓練と研究を重ねていった。最終的にほぼ実用可能の評価が得られていた。1945年6月の時点で、川崎の工場では150機を製造していたが、空襲の激化によって工場が破壊され、開発が打ち切られた。

## 性能

### 構造
高翼形式に木製の主翼を備えており、胴体は金属製の骨組みにトタン板を張って製造された。胴体の中央部やや前寄りに主翼を配し、胴体後尾に双尾翼式に垂直尾翼と噴射ノズルを備える。誘導方式は手動指令照準線一致誘導方式で動力には特呂一号二型液体ロケットを使用している。このエンジンは燃料に過酸化水素水を使い、触媒として過マンガン酸ソーダ液を用いた。この二種類の薬液を圧搾空気で燃焼室に送り込み、150kgの推力を80秒間発生させた。

### 運用
陸軍の構想は無線誘導方式の空対艦ミサイルを企図したものである。イ号一型乙は九九式双発軽爆撃機、キ102双発襲撃機への搭載が予定されていた。母機は目標（主として艦船）から10kmから11km離れた地点まで進出し、投下高度700 mから1,000 mで本誘導弾を投下する。誘導弾は2秒後にエンジンに点火し、ロケット推進によって飛行する。母機は無線誘導のため目標から4,000mの距離まで接近した。イ号一型乙は、イ号一型甲よりも近距離の目標を狙うこととされた。
この投下方式では母機は長時間の誘導と目標への接近を余儀なくされるため艦隊を護衛する戦闘機に狙われる可能性が高くなるが、人間が操縦し無線誘導弾より射程に優れる桜花を搭載した一式陸上攻撃機は重量により回避行動が難しいため、直掩機に守られながらも切り離し前に撃墜されるなどして十分な戦果をあげられなかったことを考え合わせても、十分な制空権を持たない状況で艦艇に接近し続けることは相当な被害率を出すことが予想された。

### 諸元
※使用単位についてはWikipedia:ウィキプロジェクト 航空/物理単位を参照
| 全幅       | 2.60 m                                         |
| 全長       | 4.09 m                                         |
| 全高       | 0.90 m                                         |
| 翼面積     | 1.95 m2                                        |
| 翼面荷重   | 348.71 kg/m2                                   |
| 自重       | 550 kg                                         |
| 全備重量   | 680 kg                                         |
| エンジン   | 特呂一号二型液体ロケット（推力150 kg）80秒燃焼 |
| 誘導方式   | 手動指令照準線一致誘導方式                     |
| 最大速度   | 不明                                           |
| 航続距離   | 不明                                           |
| 武装       | なし                                           |
| 爆装       | 300 kgタ弾 1発                                 |
| 総生産機数 | 150機（180機とする資料あり）                   |